# John LaFarge
 (août 2025).
Si vous disposez d'ouvrages ou d'articles de référence ou si vous connaissez des sites web de qualité traitant du thème abordé ici, merci de compléter l'article en donnant les références utiles à sa vérifiabilité et en les liant à la section « Notes et références ».
Pour les articles homonymes, voir LaFarge et La Farge.
Pour le prêtre jésuite, voir John LaFarge (jésuite).
John LaFarge, ou John La Farge, né le 31 mars 1835 à New York et décédé le 14 novembre 1910 à Providence (Rhode Island), est un peintre, muraliste, auteur de vitrail, décorateur et écrivain américain.

## Biographie
Son intérêt pour les arts débute durant son séjour à la Mount St. Mary's University et au St. John's College (aujourd'hui l'université Fordham). Il n'avait qu'en tête l'étude du droit jusqu'à ce qu'il revienne de sa première visite à Paris, où il étudie avec Thomas Couture et devient en relation avec le milieu littéraire. Il étudie ensuite avec le peintre William Morris Hunt à Newport. Il se marie en 1861 avec Margaret Mason Perry, belle-sœur de Lilla Cabot Perry. Ses premiers dessins et paysages, faits à Newport, démontrent une originalité dans les tonalités de couleur et l'influence de l'art japonais, dont il collectionnait les estampes.
Entre 1859 et 1870, il illustre le poème de Tennyson Enoch Arden et les monologues de Robert Browning Hommes et Femmes. Durant cette période, il se lie à Winslow Homer, dont il restera le plus proche ami.
Sa première peinture murale fut réalisée dans l'église de la Trinité de Boston en 1873. Elle fut suivie par ses décorations dans l'église de l'Ascension et de la chapelle St. Paul (université Columbia), à New York. Pour le Capitole de l'État du Minnesota, à Saint Paul, il exécuta, à l'âge de 71 ans, quatre grandes baies vitrées représentant l'histoire du droit, et pour l'édifice de la Cour suprême à Baltimore, une série semblable ayant pour thème la justice. De plus, il a fait de nombreuses autres peintures et aquarelles, notamment durant ses voyages en Orient et au sud du Pacifique.
Il fut l'un des sept membres fondateurs de l'Académie américaine des arts et des lettres en 1904.
Il était le père de John LaFarge, Jr., un jésuite connu pour ses campagnes antiracistes.

## Galerie

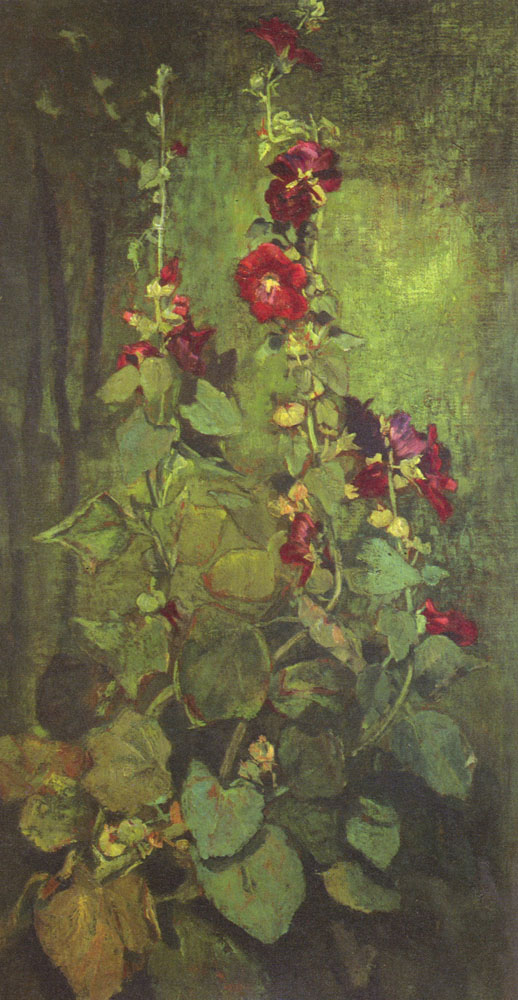
Agathon to Erosanthe, Votive Wreath, 1861
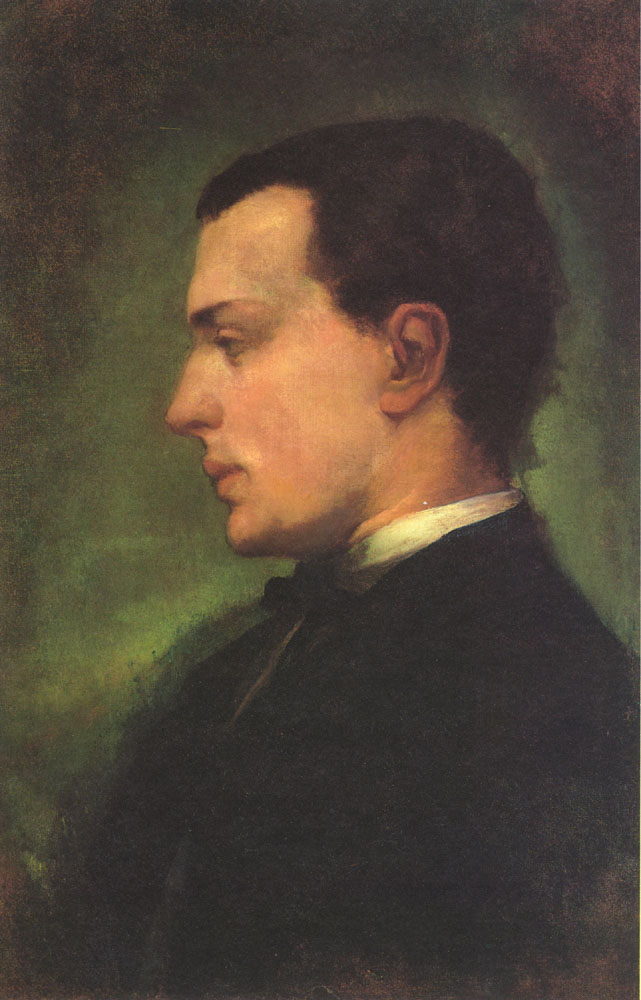
Portrait of the Novelist Henry James, 1862
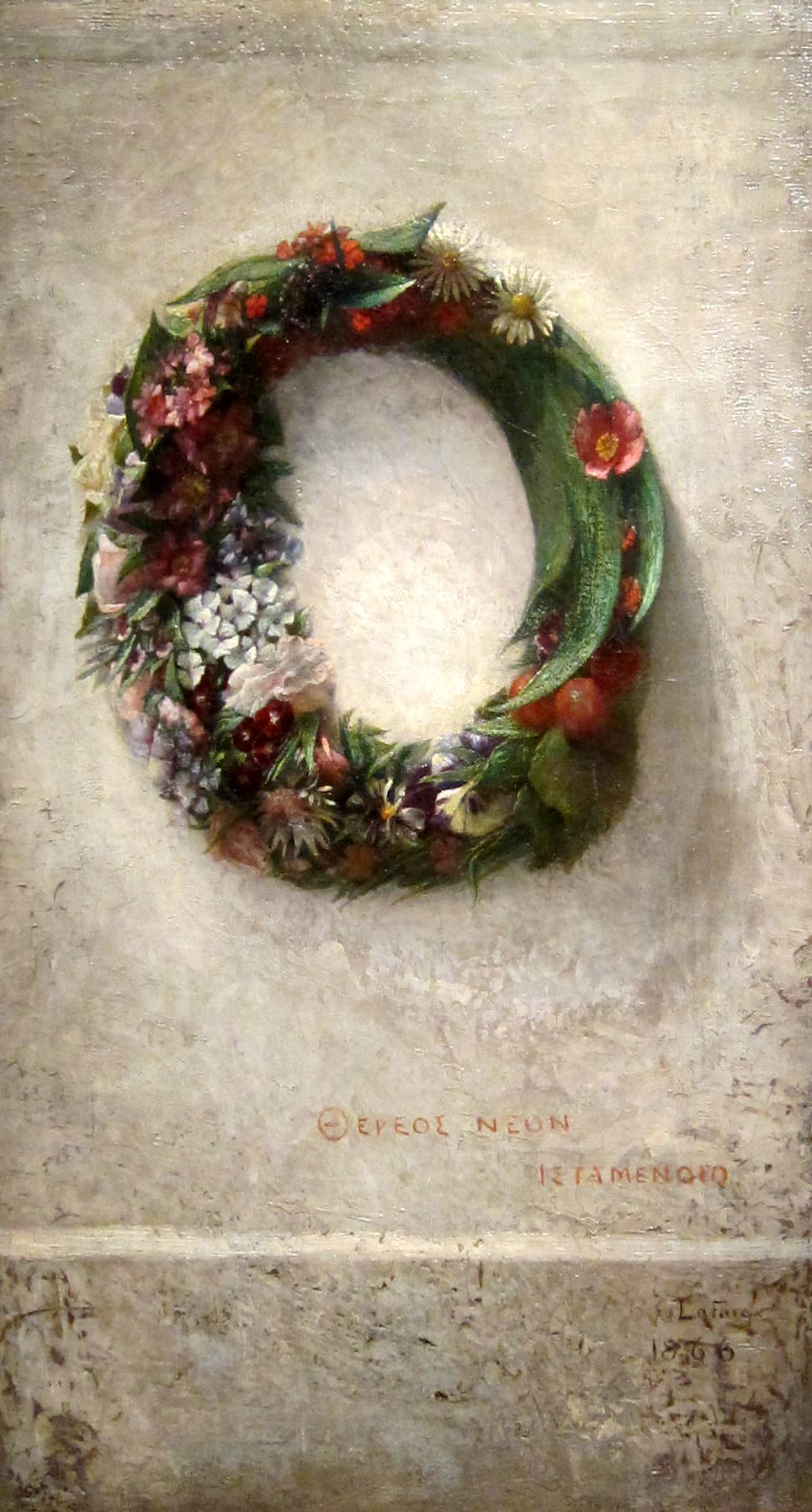
Wreath of Flowers, 1866, Smithsonian American Art Museum
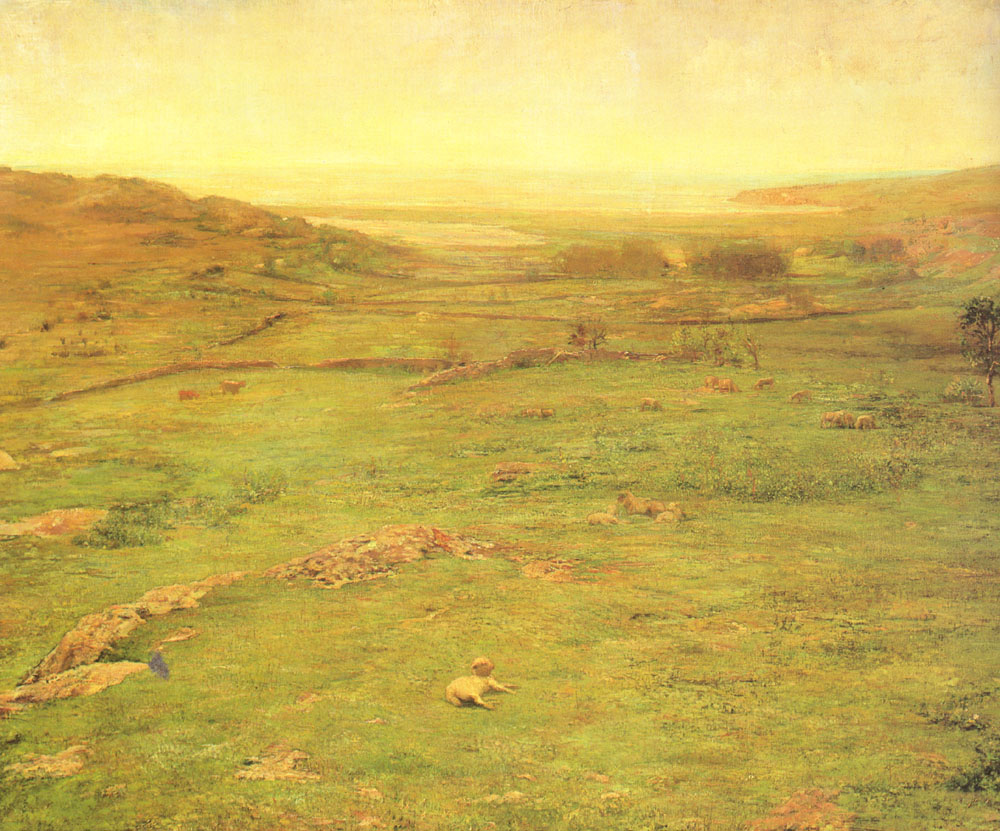
Paradise Valley, 1866–68
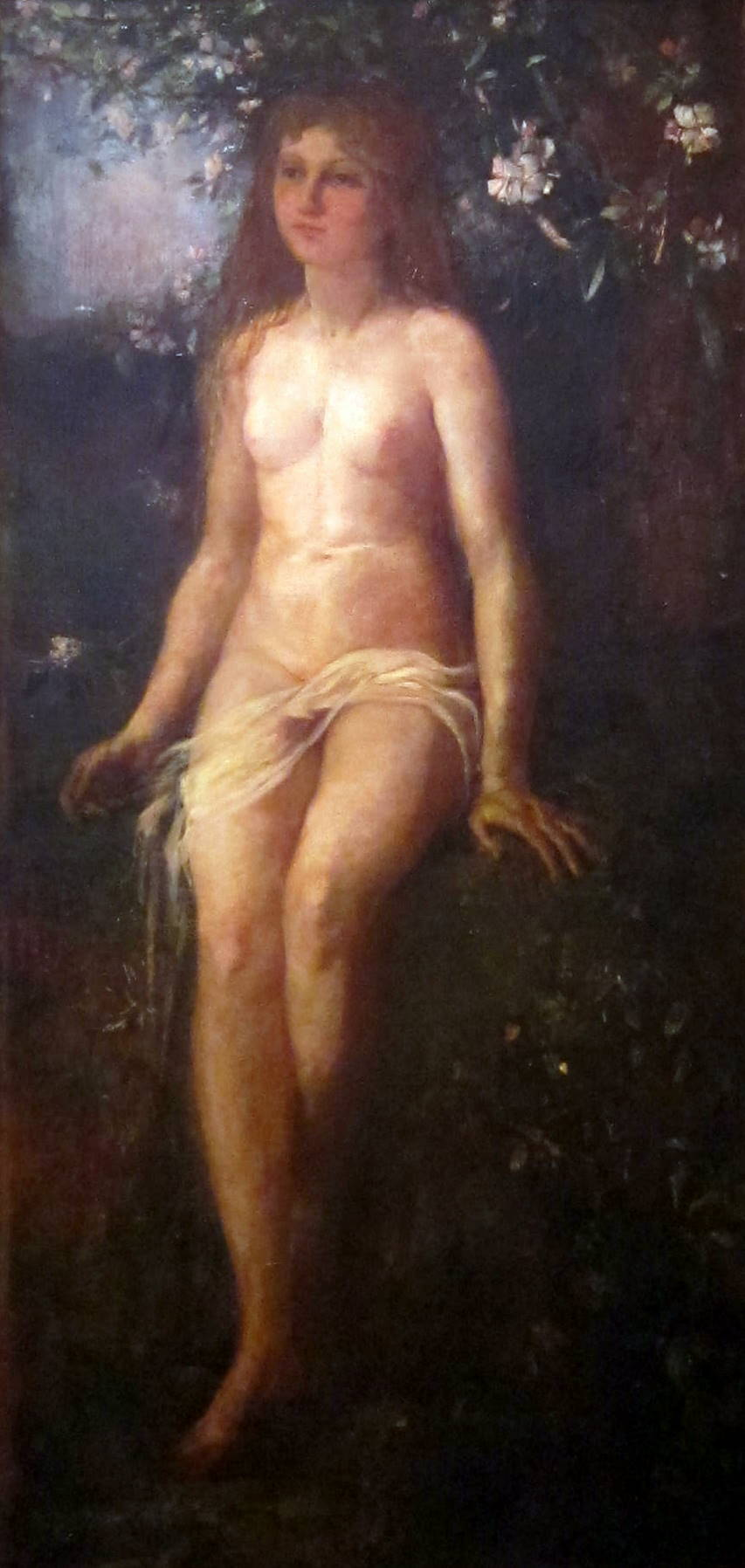
The Golden Age, 1878, Smithsonian American Art Museum
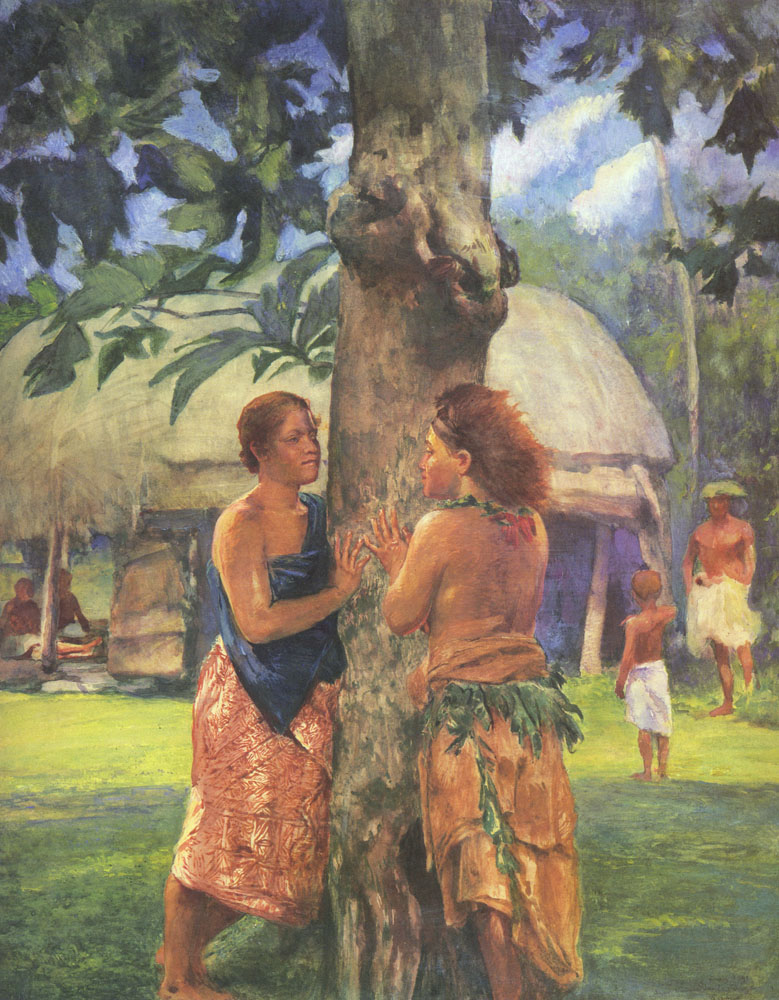
Portrait of Faase, the Taupo of the Fagaloa Bay, Samoa, 1881
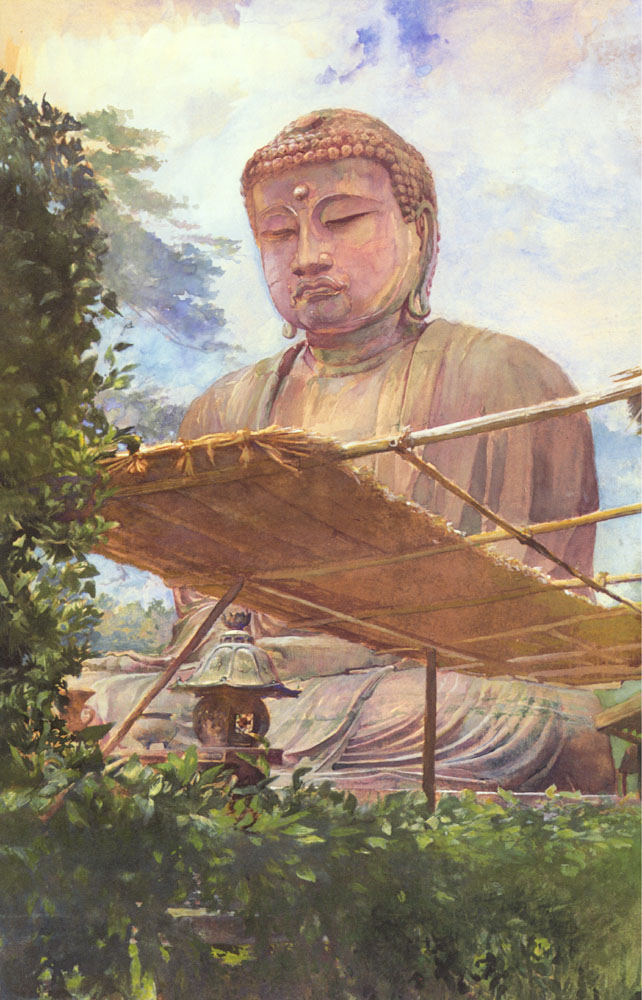
The Great Statue of Amida Buddha at Kamakura, 1886
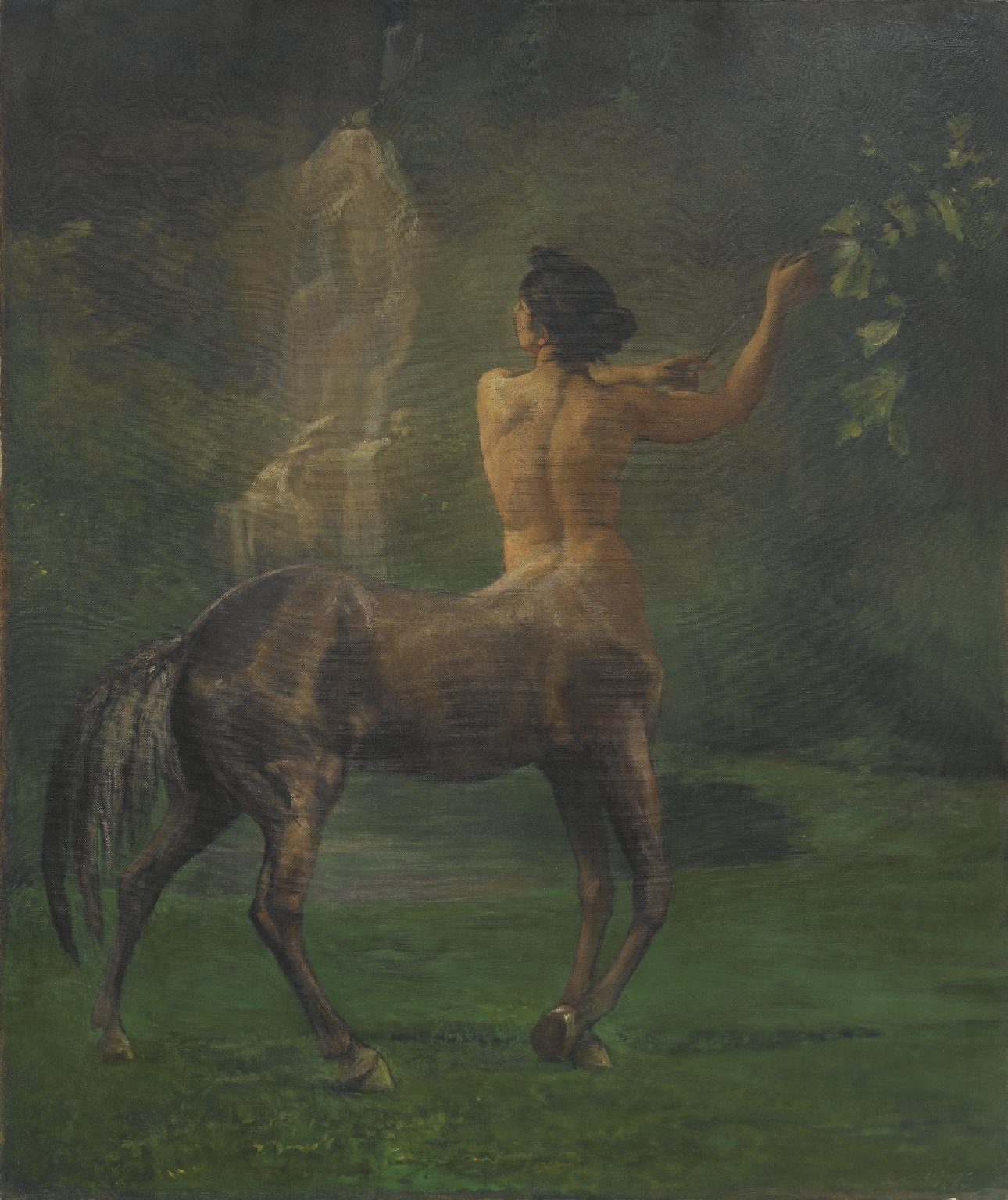
Centauress, c. 1887
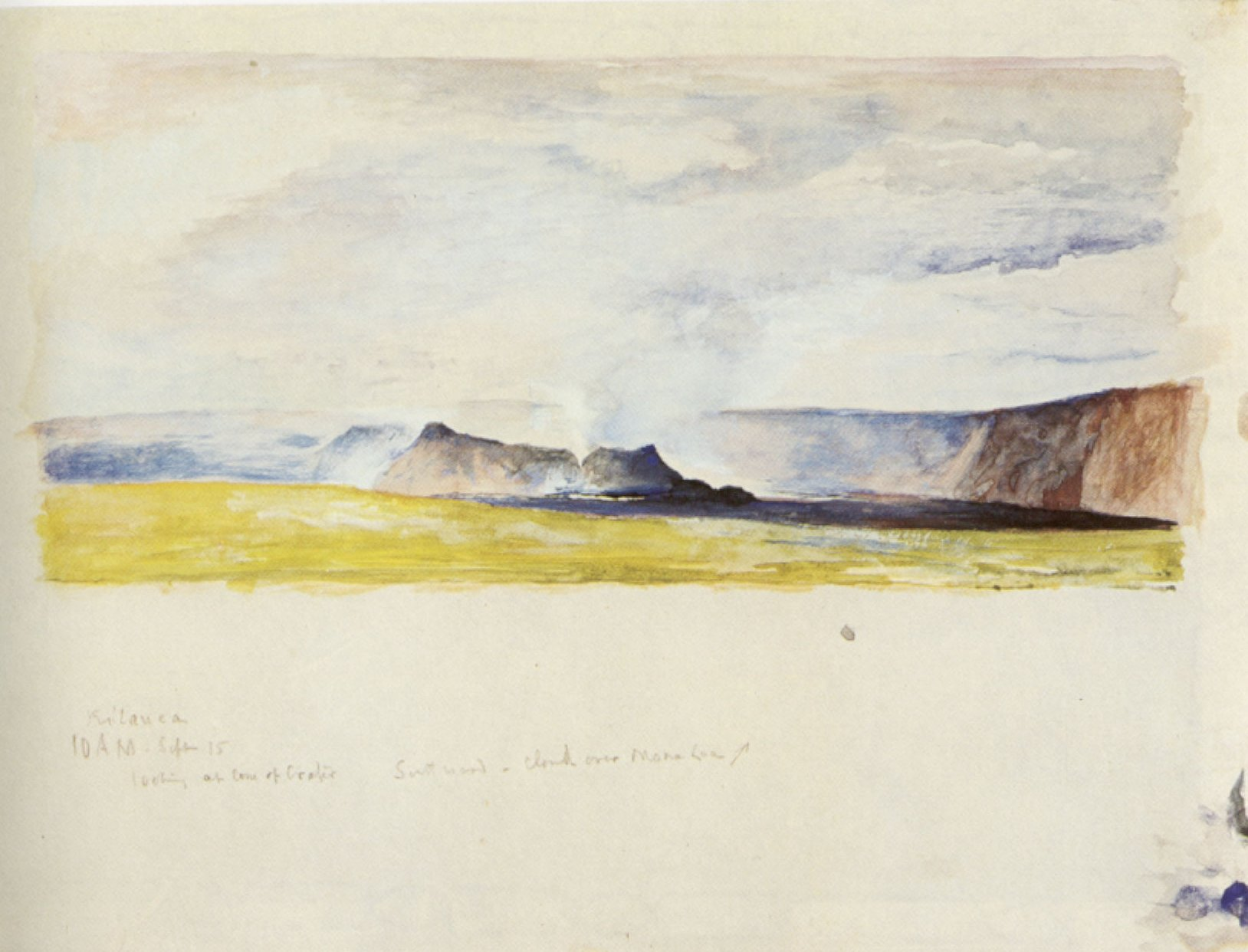
Kilauea, Looking at Cone of Crater, 1890, Honolulu Museum of Art
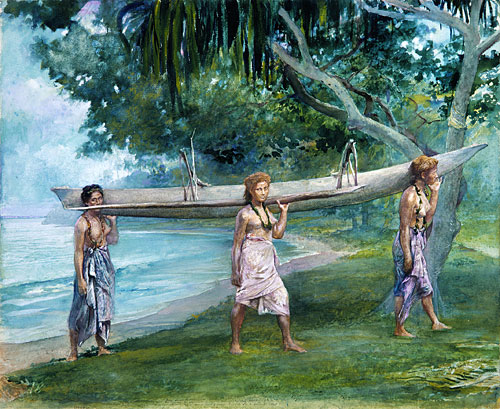
Girls Carrying a Canoe, Vaiala in Samoa, 1891
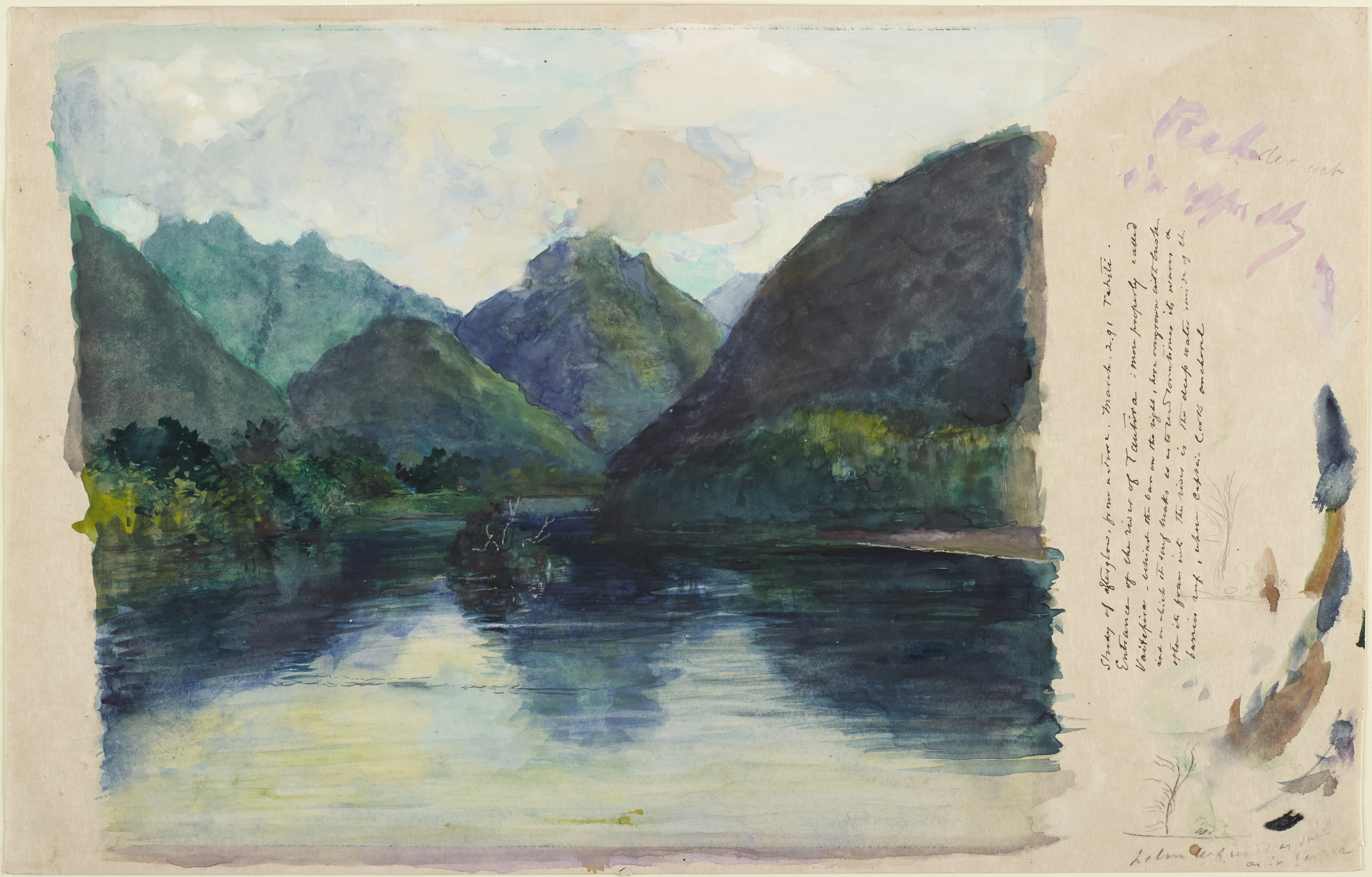
Study of Afterglow from Nature (Tahiti: Entrance to Tautira Valley), 1891, musée d'art de l'université de Princeton
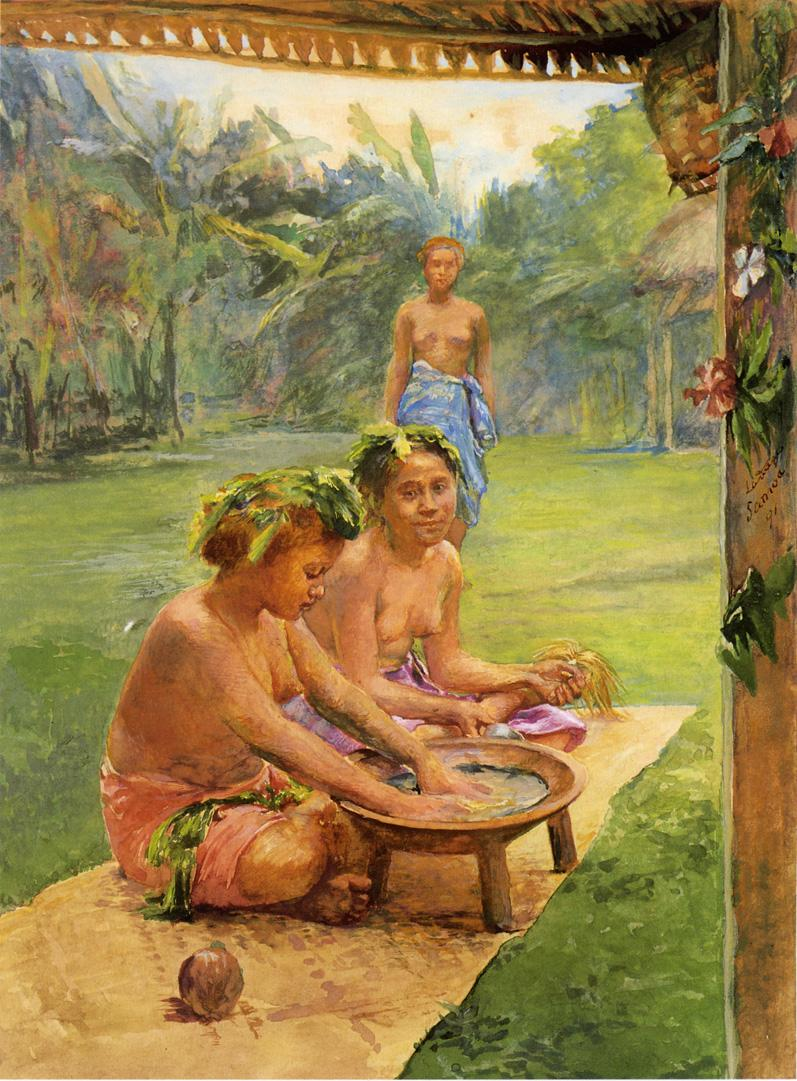
Young Girls Preparing Kava Outside of the Hut whose Posts are Decorated with Flowers, 1891
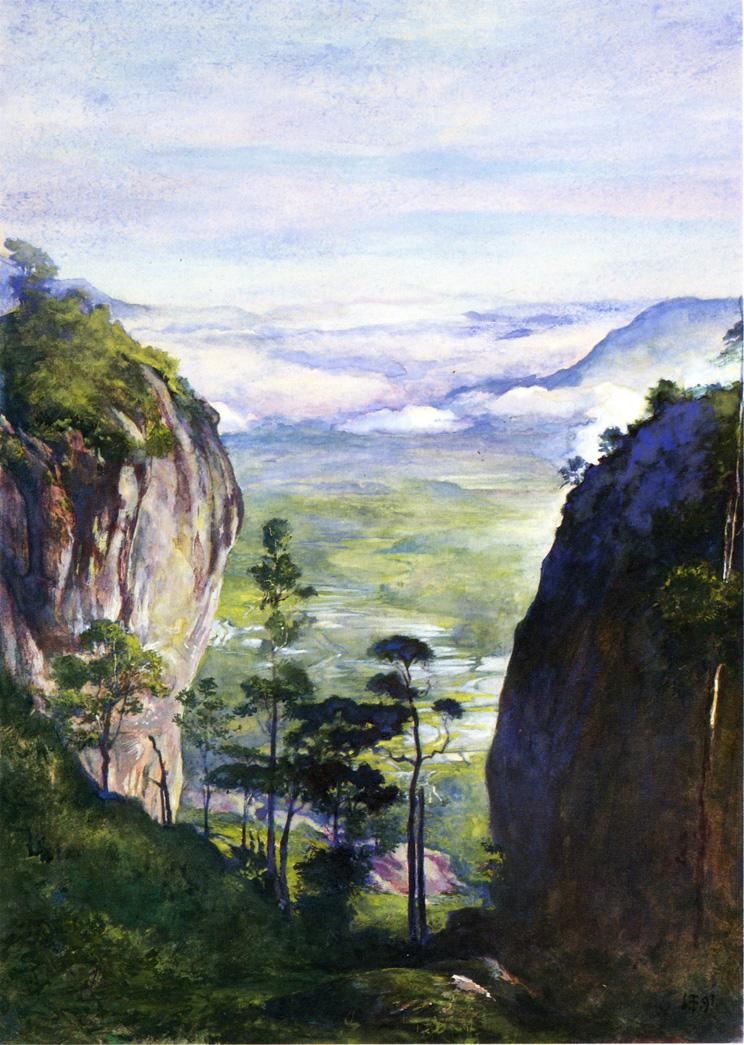
View in Ceylon, near Dambula
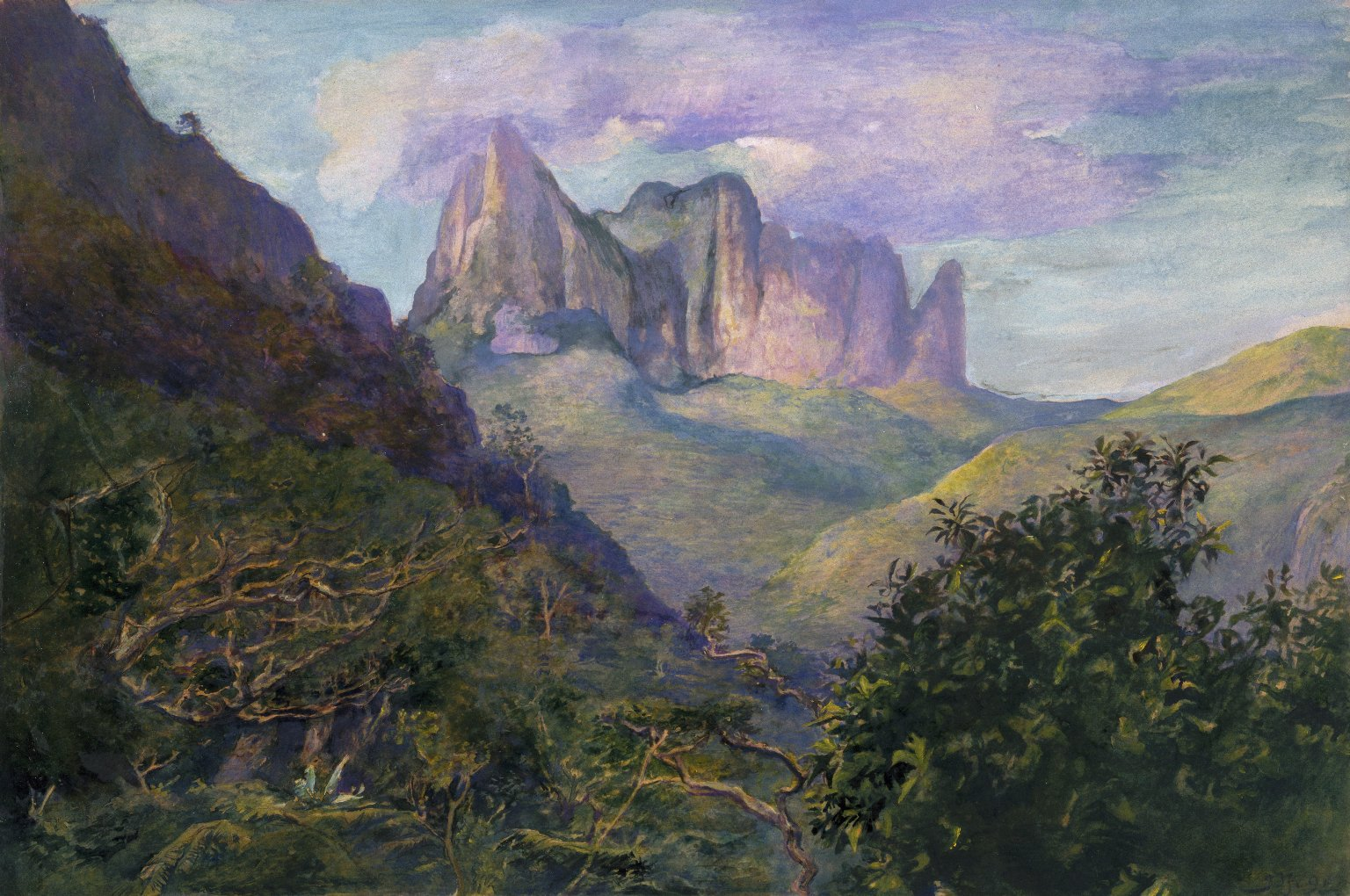
Diadem Mountain at Sunset, Tahiti - Brooklyn Museum
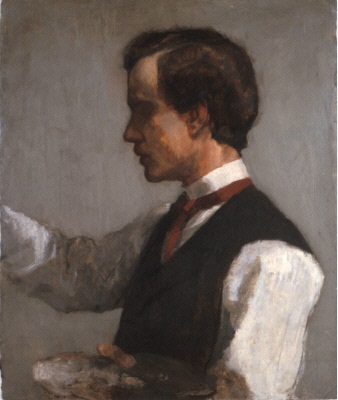
Portrait of William James, circa 1859
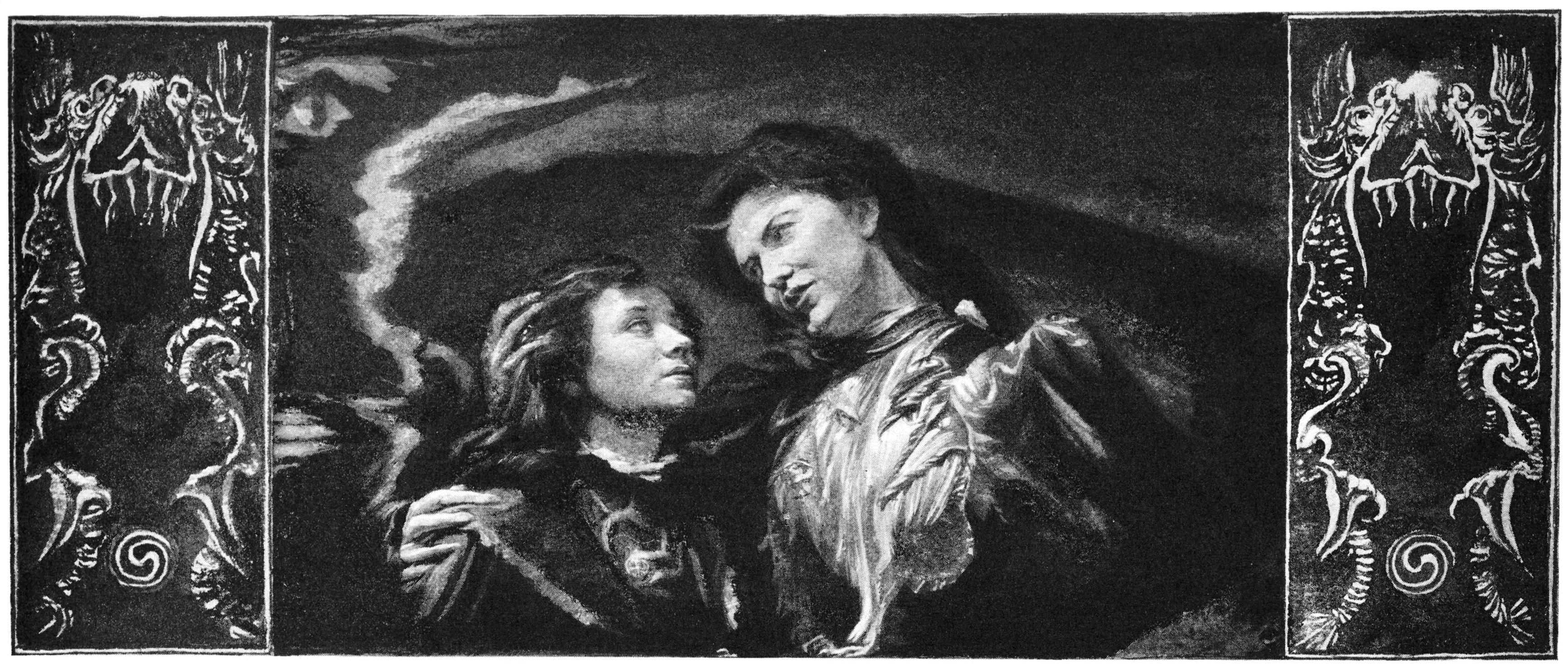
Title illustration for the Collier's Weekly serialization of The Turn of the Screw, 1898
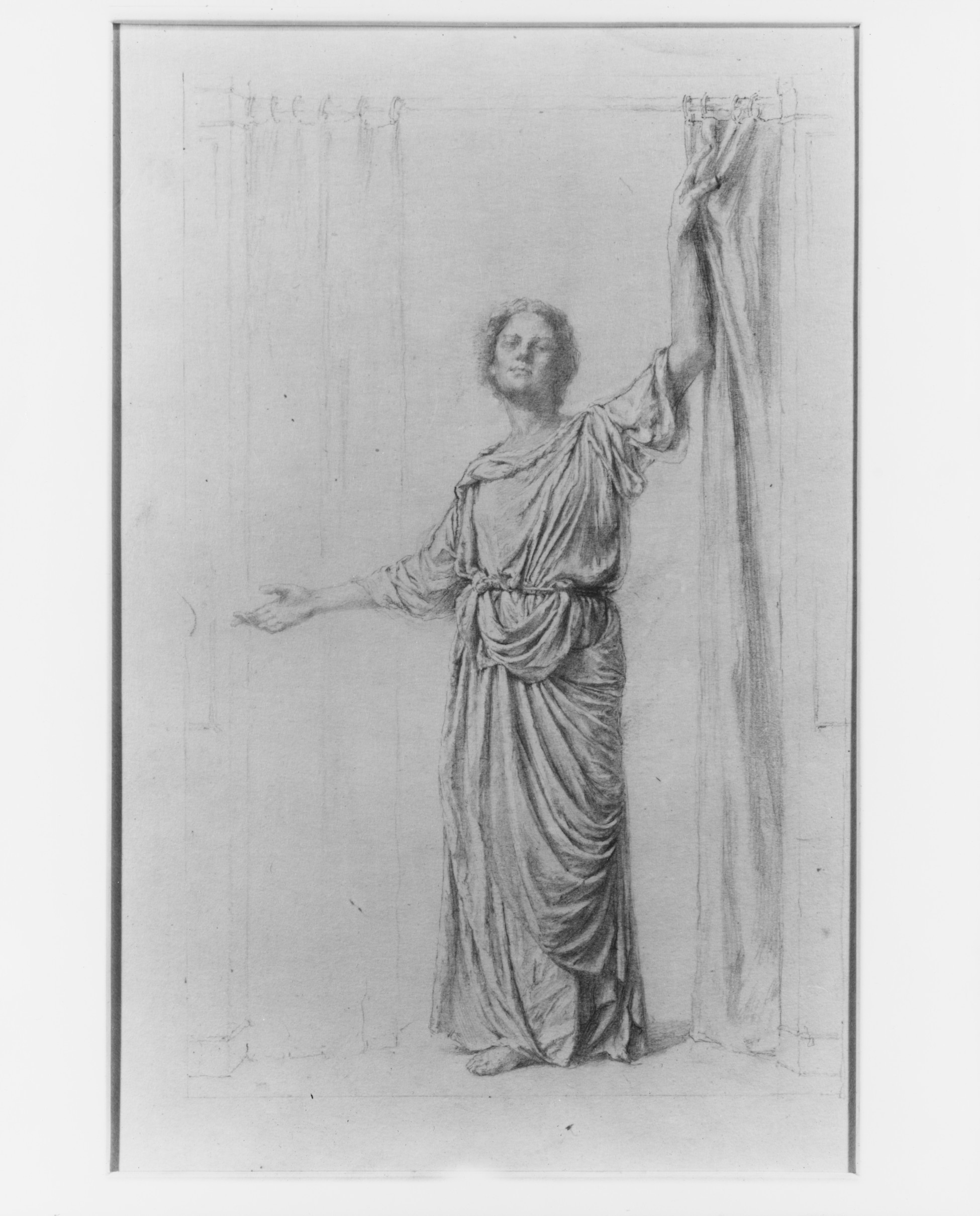
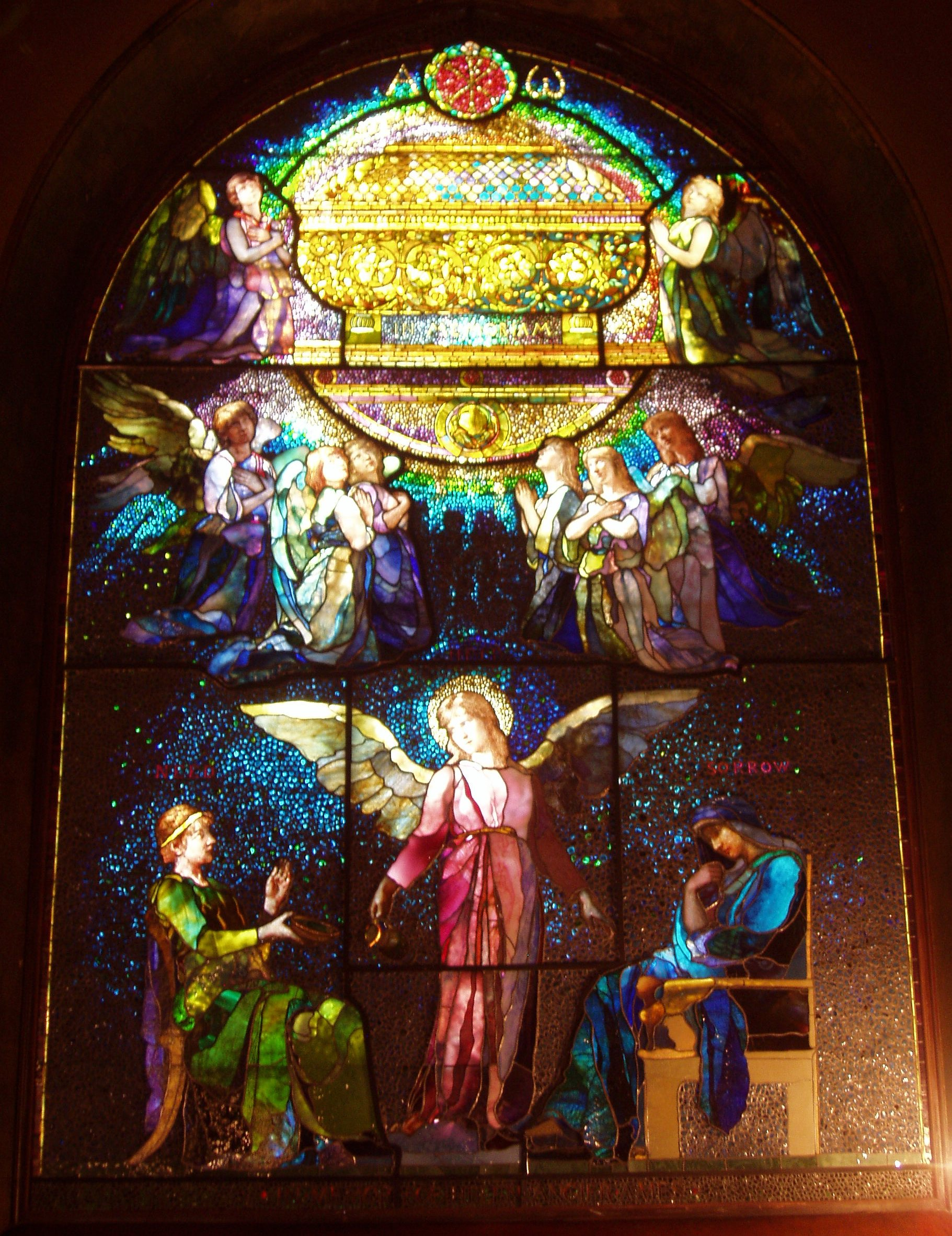
Angel of help, 1886

## Note et référence
1. ↑  (en) Biographie de John LaFarge, sur terraamericanart.org
2. ↑  (en) The History of the Academy > The Academy sur le site de l'Académie américaine des arts et des lettres